# Рекламне агентство
Рекла́мне аге́нтство — колектив творчих людей, які за допомогою засобів масової інформації (комунікаційних каналів) здійснюють цикл надання рекламих послуг (просування) послуг або товарів клієнта шляхом привернення до них додаткової уваги.
Рекламні агентства діляться на дві (зазвичай виділяють саме ці групи) великі групи:
- креативні агентства — ті, що створюють рекламні матеріали: креативи, концепції івентів, матеріали для PR тощо.
- медійні агентства — ті, що розміщують рекламу, відстежують її ефективність та, за можливості, оптимізують показ.

Також на ринку є величезна кількість агентств, що пропонують клієнтам більш спеціалізовані послуги: 
- BTL,
- PR,
- інтерактивний маркетинг,
- digital-маркетинг,
- комунікаційний дизайн,
- event-marketing,
- брендинг тощо.

Набирають популярність рекламні агентства повного циклу — агентства, які у своєму арсеналі мають весь спектр послуг представлених вище видів рекламних послуг. Ці рекламні агентства, по суті, — рекламні компанії зі своїм виробництвом рекламної продукції, зі своїми фахівцями у всіх областях реклами. Рекламне агентство повного циклу прагне охопити всі можливі види реклами, починаючи з звичайної реклами й до найбільш ефективної останнім часом інтернет-реклами.